# Marie-Pierre Arnaud-Lindet
Marie-Pierre Arnaud-Lindet (París, 22 de diciembre de 1936 - París, 27 de abril de 2018) fue una historiadora de historia romana y profesora de historia en la Universidad París 1 Panthéon-Sorbonne.

## Educación
Recibió su doctorado en la Universidad de París 1 Panthéon-Sorbonne. Su tesis se tituló Recherches sur Orose historien: sources et méthodes de compositions des "Histoires". Su investigación doctoral fue supervisada por Joël Le Gall.

## Carrera

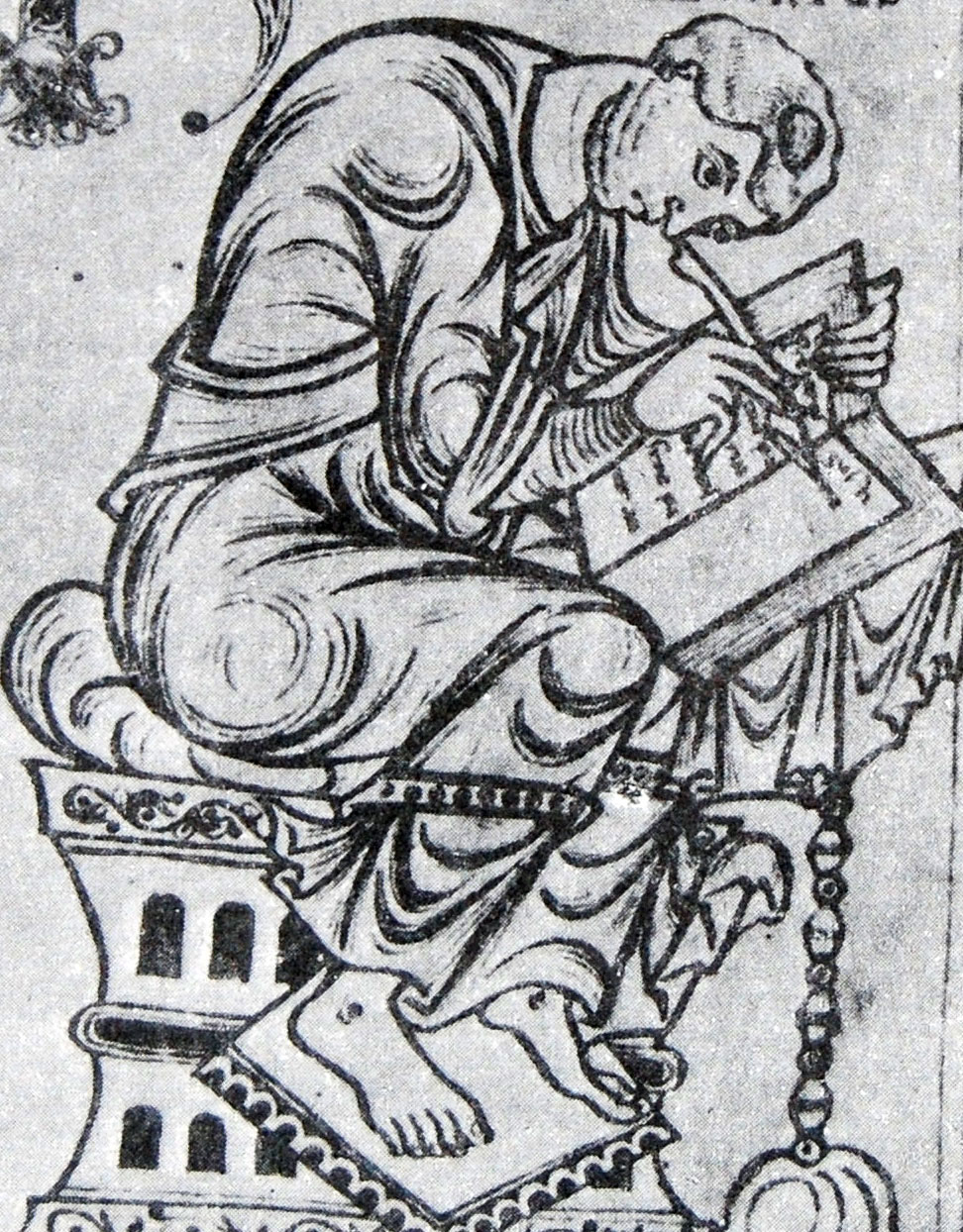
Paulus Orosius, como se imagina en un manuscrito del siglo XI

Fue Maître-Assistante d'Histoire romaine en la Universidad de París 1 Panthéon-Sorbonne.  Fue profesora de historia en el Lycée Le Corbusier de Poissy de 1967 a 1968.
Era una experta del antiguo historiador Paulus Orosius (fallecido a principios del siglo V d. C.). Escribió cinco libros, incluidas traducciones de Historiae adversus paganos de Orosius y Breviarium de Festo. Robert Austin Markus consideró que la traducción de Orosius hecha por Arnaud-Lindet se leía bien y estaba "magníficamente elaborada".

## Muerte
Murió el 27 de abril de 2018 y fue enterrada el 4 de mayo en el cementerio de Montparnasse en París.